# Inomhusvärldsmästerskapen i friidrott 2008
Inomhusvärldsmästerskapen i friidrott 2008 arrangerades i Valencia i Spanien under perioden 7-9 mars 2008.

## Resultat

### Damer
| Gren          | Guld | Guld | Silver | Silver | Brons | Brons |
| 60 m          | Angela Williams | USA | Jeanette Kwakye | Storbritannien | Tahesia Harrigan | Brittiska Jungfruöarna |
| 60 m          | 7,06 WL | 7,06 WL | 7,08 NR | 7,08 NR | 7,09 NR | 7,09 NR |
| 400 m         | Olesia Zykina | Ryssland | Natalia Nazarova | Ryssland | Shareese Woods | USA |
| 400 m         | 51,09 WL | 51,09 WL | 51,10 SB | 51,10 SB | 51,41 PB | 51,41 PB |
| 800 m         | Tamsyn Lewis | Australien | Tetiana Petljuk | Ukraina | Maria Mutola | Moçambique |
| 800 m         | 2.02,57 | 2.02,57 | 2.02,66 | 2.02,66 | 2.02,97 | 2.02,97 |
| 1 500 m       | Jelena Soboleva | Ryssland | Julija Fomenko | Ryssland | Gelete Burka | Etiopien |
| 1 500 m       | 3.57,71 WR | 3.57,71 WR | 3.59,41 PB | 3.59,41 PB | 3.59,75 AR | 3.59,75 AR |
| 3 000 m       | Meseret Defar | Etiopien | Meselech Melkamu | Etiopien | Mariem Alaoui Selsouli | Marocko |
| 3 000 m       | 8.38,79 | 8.38,79 | 8.41,50 | 8.41,50 | 8.41,66 | 8.41,66 |
| 60 m häck     | LoLo Jones | USA | Candice Davis | USA | Anay Tejeda | Kuba |
| 60 m häck     | 7,80 | 7,80 | 7,93 | 7,93 | 7,98 | 7,98 |
| Femkamp       | Tia Hellebaut | Belgien | Kelly Sotherton | Storbritannien | Anna Bogdanova | Ryssland |
| Femkamp       | 4 867 p WL | 4 867 p WL | 4 852 p SB | 4 852 p SB | 4 753 p | 4 753 p |
| Längdhopp     | Naide Gomes | Portugal | Maurren Maggi | Brasilien | Irina Simagina | Ryssland |
| Längdhopp     | 7,00 m WL | 7,00 m WL | 6,89 m AR | 6,89 m AR | 6,88m | 6,88m |
| Tresteg       | Yargelis Savigne | Kuba | Hrysopiyí Devetzí | Grekland | Marija Šestak | Slovenien |
| Tresteg       | 15,05 m AR | 15,05 m AR | 15,00 m NR | 15,00 m NR | 14,68 m | 14,68 m |
| Höjdhopp      | Blanka Vlašić | Kroatien | Jelena Slesarenko | Ryssland | Vita Palamar | Ukraina |
| Höjdhopp      | 2,03 m | 2,03 m | 2,01 m | 2,01 m | 2,01 m NR | 2,01 m NR |
| Stavhopp      | Jelena Isinbajeva | Ryssland | Jennifer Stuczynski | USA | Fabiana Murer Monika Pyrek | Brasilien Polen |
| Stavhopp      | 4,75 m | 4,75 m | 4,75 m PB | 4,75 m PB | 4,70 m | 4,70 m |
| Kula          | Valerie Vili | Nya Zeeland | Nadzeja Ostaptjuk | Belarus | Li Meiju | Kina |
| Kula          | 20,19 m AR | 20,19 m AR | 19,74 m | 19,74 m | 19,09 m PB | 19,09 m PB |
| 4 x 400 m     | Ryssland | Ryssland | Belarus | Belarus | USA | USA |
| 4 x 400 m     | Julia Gusjtjina Tatjana Levina Natalia Nazarova Olesia Zykina | Julia Gusjtjina Tatjana Levina Natalia Nazarova Olesia Zykina | Anna Kozak Iryna Chliustava Sviatlana Usovitj Ilona Usovitj | Anna Kozak Iryna Chliustava Sviatlana Usovitj Ilona Usovitj | Angel Perkins Miriam Barnes Shareese Woods Moushaumi Robinson | Angel Perkins Miriam Barnes Shareese Woods Moushaumi Robinson |
| 4 x 400 m     | 3.28,17 WL | 3.28,17 WL | 3.28,90 SB | 3.28,90 SB | 3.29,30 SB | 3.29,30 SB |
| Förkortningar | WR = Världsrekord \| AR = Kontinentalt rekord \| CR = Mästerskapsrekord \| NR = Nationsrekord \| PB = Personligt rekord \| SB = Säsongens personbästa \| WL = Världsårsbästa | WR = Världsrekord \| AR = Kontinentalt rekord \| CR = Mästerskapsrekord \| NR = Nationsrekord \| PB = Personligt rekord \| SB = Säsongens personbästa \| WL = Världsårsbästa | WR = Världsrekord \| AR = Kontinentalt rekord \| CR = Mästerskapsrekord \| NR = Nationsrekord \| PB = Personligt rekord \| SB = Säsongens personbästa \| WL = Världsårsbästa | WR = Världsrekord \| AR = Kontinentalt rekord \| CR = Mästerskapsrekord \| NR = Nationsrekord \| PB = Personligt rekord \| SB = Säsongens personbästa \| WL = Världsårsbästa | WR = Världsrekord \| AR = Kontinentalt rekord \| CR = Mästerskapsrekord \| NR = Nationsrekord \| PB = Personligt rekord \| SB = Säsongens personbästa \| WL = Världsårsbästa | WR = Världsrekord \| AR = Kontinentalt rekord \| CR = Mästerskapsrekord \| NR = Nationsrekord \| PB = Personligt rekord \| SB = Säsongens personbästa \| WL = Världsårsbästa |

### Herrar

#### 60 meter
| Plac | Land                                   | Namn                       | Resultat            |
| ---- | -------------------------------------- | -------------------------- | ------------------- |
| 1    | Nigeria                                | Olusoji A. Fasuba          | 6,51 (WL)           |
| 2    | Storbritannien · Saint Kitts och Nevis | Dwain Chambers Kim Collins | 6,54 (PB) 6,54 (SB) |
| 3    |                                        |                            |                     |

#### 400 meter
| Plac | Land    | Namn              | Resultat   |
| ---- | ------- | ----------------- | ---------- |
| 1    | Kanada  | Tyler Christopher | 45,67 (WL) |
| 2    | Sverige | Johan Wissman     | 46,04 (PB) |
| 3    | Bahamas | Christopher Brown | 46,26 (SB) |

#### 800 meter
| Plac | Land      | Namn                 | Resultat     |
| ---- | --------- | -------------------- | ------------ |
| 1    | Sudan     | Abubaker Kaki Khamis | 1.44,81 (WL) |
| 2    | Sydafrika | Mbulaeni Mulaudzi    | 1.44,91 (NR) |
| 3    | Bahrain   | Youssef Saad Kamel   | 1.45,26 (AR) |

#### 1500 meter
| Plac | Land     | Namn                     | Resultat |
| ---- | -------- | ------------------------ | -------- |
| 1    | Etiopien | Deresse Mekonnen         | 3.38,23  |
| 2    | Kenya    | Daniel Kipchirchir Komen | 3.38,54  |
| 3    | Spanien  | Juan Carlos Higuero      | 3.38,82  |

#### 3000 meter
| Plac | Land     | Namn                   | Resultat |
| ---- | -------- | ---------------------- | -------- |
| 1    | Etiopien | Tariku Bekele          | 7.48,23  |
| 2    | Kenya    | Paul Kipsiele Koech    | 7.49,05  |
| 3    | Etiopien | Abreham Cherkos Feleke | 7.49,96  |

#### 60 meter häck
| Plac | Land                | Namn                                | Resultat       |
| ---- | ------------------- | ----------------------------------- | -------------- |
| 1    | Kina                | Liu Xiang                           | 7,46 (SB)      |
| 2    | USA                 | Allen Johnson                       | 7,55           |
| 3    | Ryssland · Lettland | Jevgenij Borisov Staņislavs Olijars | 7,60 7,60 (SB) |

#### Höjdhopp
| Plac | Land         | Namn                          | Resultat       |
| ---- | ------------ | ----------------------------- | -------------- |
| 1    | Sverige      | Stefan Holm                   | 2,36           |
| 2    | Ryssland     | Jaroslav Rybakov              | 2,34           |
| 3    | USA · Cypern | Andra Manson Kyriakos Ioannou | 2,30 (SB) 2,30 |

#### Stavhopp
| Plac | Land       | Namn                | Resultat  |
| ---- | ---------- | ------------------- | --------- |
| 1    | Ryssland   | Jevgenij Lukjanenko | 5,90 (WL) |
| 2    | USA        | Brad Walker         | 5,85 (PB) |
| 3    | Australien | Steven Hooker       | 5,80 (SB) |

#### Längdhopp
| Plac | Land           | Namn                        | Resultat  |
| ---- | -------------- | --------------------------- | --------- |
| 1    | Sydafrika      | Godfrey Khotso Mokoena      | 8,08 (SB) |
| 2    | Storbritannien | Chris Tomlinson             | 8,06      |
| 3    | Saudiarabien   | Mohamed Salman Al-Khuwalidi | 8,01      |

#### Tresteg
| Plac | Land           | Namn              | Resultat       |
| ---- | -------------- | ----------------- | -------------- |
| 1    | Storbritannien | Phillips Idowu    | 17,75 (NR)(WL) |
| 2    | Kuba           | Arnie David Girat | 17,47 (PB)     |
| 3    | Portugal       | Nelson Évora      | 17,27          |

#### Kulstötning
| Plac | Land  | Namn               | Resultat   |
| ---- | ----- | ------------------ | ---------- |
| 1    | USA   | Christian Cantwell | 21,77      |
| 2    | USA   | Reese Hoffa        | 21,20      |
| 3    | Polen | Tomasz Majewski    | 20,93 (NR) |

#### Sjukamp
| Plac | Land      | Namn              | Resultat   |
| ---- | --------- | ----------------- | ---------- |
| 1    | USA       | Bryan Clay        | 6 371 (WL) |
| 2    | Belarus   | Andrei Krautjanka | 6 234 (NR) |
| 3    | Kazakstan | Dmitrij Karpov    | 6 131      |

#### 4 x 400 meter
| Plac | Land                    | Namn                                                          | Resultat     |
| ---- | ----------------------- | ------------------------------------------------------------- | ------------ |
| 1    | USA                     | James Davis Jamaal Torrance Greg Nixon Kelly Willie           | 3.06,79 (WL) |
| 2    | Jamaica                 | Michael Blackwood Edino Steele Adrian Findlay DeWayne Barrett | 3.07,69 (SB) |
| 3    | Dominikanska republiken | Arismendy Peguero Carlos Santa Pedro Mejia Yoel Tapia         | 3.07,77 (NR) |

## Medaljfördelning
| Nr | Land                    | Guld | Silver | Brons | Antal medaljer |
| 1  | USA                     | 5    | 5      | 3     | 13             |
| 2  | Ryssland                | 5    | 4      | 3     | 12             |
| 3  | Etiopien                | 3    | 1      | 2     | 6              |
| 4  | Storbritannien          | 1    | 4      |       | 5              |
| 5  | Kuba                    | 1    | 1      | 1     | 3              |
| 6  | Sverige                 | 1    | 1      |       | 2              |
| 6  | Sydafrika               | 1    | 1      |       | 2              |
| 8  | Australien              | 1    |        | 1     | 2              |
| 8  | Kina                    | 1    |        | 1     | 2              |
| 8  | Portugal                | 1    |        | 1     | 2              |
| 11 | Belgien                 | 1    |        |       | 1              |
| 11 | Kanada                  | 1    |        |       | 1              |
| 11 | Kroatien                | 1    |        |       | 1              |
| 11 | Nya Zeeland             | 1    |        |       | 1              |
| 11 | Nigeria                 | 1    |        |       | 1              |
| 11 | Sudan                   | 1    |        |       | 1              |
| 17 | Belarus                 |      | 3      |       | 3              |
| 18 | Kenya                   |      | 2      |       | 2              |
| 19 | Brasilien               |      | 1      | 1     | 2              |
| 19 | Ukraina                 |      | 1      | 1     | 2              |
| 21 | Grekland                |      | 1      |       | 1              |
| 21 | Jamaica                 |      | 1      |       | 1              |
| 21 | Saint Kitts och Nevis   |      | 1      |       | 1              |
| 24 | Polen                   |      |        | 2     | 2              |
| 25 | Bahamas                 |      |        | 1     | 1              |
| 25 | Bahrain                 |      |        | 1     | 1              |
| 25 | Brittiska Jungfruöarna  |      |        | 1     | 1              |
| 25 | Cypern                  |      |        | 1     | 1              |
| 25 | Dominikanska republiken |      |        | 1     | 1              |
| 25 | Kazakstan               |      |        | 1     | 1              |
| 25 | Lettland                |      |        | 1     | 1              |
| 25 | Marocko                 |      |        | 1     | 1              |
| 25 | Moçambique              |      |        | 1     | 1              |
| 25 | Saudiarabien            |      |        | 1     | 1              |
| 25 | Slovenien               |      |        | 1     | 1              |
| 25 | Spanien                 |      |        | 1     | 1              |
|    | Total                   | 26   | 27     | 28    | 81             |